# موهبه اینونو
موهبه اینونو (ترکی استانبولی: Mevhibe İnönü؛ ۲۲ سپتامبر ۱۸۹۷ – ۲۹ فوریهٔ ۱۹۹۲)، بانوی اول ترکیه از ۱۱ نوامبر ۱۹۳۸ تا ۲۷ مه ۱۹۵۰ در دوران ریاست‌جمهوری همسرش، عصمت اینونو بود.
او در ۲۲ سپتامبر سال ۱۸۹۷ در محله سلیمانیه ناحیه فاتح در استانبول متولد شد. سه ساله بود که پدرش براثر سل درگذشت.
روز بعد از مرگ مصطفی کمال آتاترک در ۱۰ نوامبر ۱۹۳۸، بنیان‌گذار و اولین رئیس‌جمهور ترکیه، عصمت اینونو به عنوان رئیس‌جمهور انتخاب شد. در پی آن موهبه اینونو به عنوان دومین بانوی اول ترکیه به اقامتگاه رسمی ریاست‌جمهوری چانکایا کوشکی، جایی که او تا ۲۷ مه ۱۹۵۰ در آنجا ماند، نقل مکان کرد.
او به عنوان زنی مبادی آداب و برازنده شناخته‌شده بود. موهبه اینونو در ۱۹۴۹ میلادی اتحادیه زنان ترکیه (به ترکی استانبولی: Türk Kadınlar Birliği) را پایه‌گذاری کرد.